# フラングレ

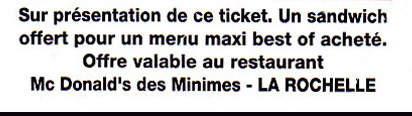
マクドナルドのクーポン文面にみられるフラングレの一例。フランス語の文章ながら "ticket" や "best of" といった英語由来の表現が使われている

フラングレ (Franglais) は、フランス語の français（フランス語）と anglais（英語）を組み合わせたかばん語で、フランス語と英語の入り交じった中間言語を表すスラングである。
「フラングレ」はフランス語圏における呼称であり、英語圏では英語の「French」と「English」を組み合わせたフレングリッシュ (Frenglish) が使われることが多いが、英語における意味とフランス語での意味では若干ニュアンスの差異がある。

## 英語での意味
英語での「フレングリッシュ」は英語とフランス語いずれかの知識不足によって起こる、またはあえてユーモラスな効果を狙ったごちゃ混ぜの組み合わせを意味する。フレングリッシュはたいてい、フランス語と英語の知識の差を埋める目的で使われるか、フランス語を間違った意味で用いる（空似言葉）、もしくは英語の熟語・慣用句をそのまま直訳するなど、一見フランス語風ではあるものの、実際には英語の知識がないフランス語の話者にとっては理解できない言葉になっているのが特徴である。
英語におけるフレングリッシュの例を以下に挙げる。
- 「Long time, no see.」（久しぶり）→ Longtemps, pas voir.
- 「I'm going to drive downtown.」（ダウンタウンまでドライブする）→ Je vais driver downtown.
- 「I am tired.」（疲れた）→ Je suis tired.
- 「I don't care.」（気にしない）→ Je ne care pas.
- 「I agree.」（同意する）→ J'agree.

フレングリッシュはまた、英語の「Co-ordinated Universal Time」（協定世界時）の略語を「UTC」とするように、外交上の妥協として使われる場合もある。協定世界時#略称も参照のこと。

### 英語におけるユーモアとしての使用
ジェフリー・チョーサーの『カンタベリー物語』には、アングロ＝ノルマン語訛りの怪しげなフランス語を操る尼が登場する。このような、英語・フランス語が混在した表現はロー・フレンチ（イギリスで用いられるフランス語由来の法律用語）の後期段階にも見られ、「ject un brickbat a le dit Justice, que narrowly mist」（煉瓦のかけらをこの判事に投げつけたが、すんでのところで身をかわされた）のようなよく知られた例もある。
初期の現代文学では、こういった混在表現の例がロバート・サーティーズの『ジョロックスの愉快な冒険』(Jorrocks' Jaunts and Jollities) に登場する。
"You shall manger cinq fois every day," said she; "cinq fois," she repeated. --"Humph!" said Mr. Jorrocks to himself, "what can that mean?--Cank four--four times five's twenty--eat twenty times a day--not possible!" "Oui, Monsieur, cinq fois," repeated the Countess, telling the number off on her fingers--"Café at nine of the matin, déjeuner à la fourchette at onze o'clock, diner at cinq heure, café at six hour, and souper at neuf hour."—Robert Smith Surtees、Jorrocks' Jaunts and Jollities
日本語訳（参考）：
「毎日サンク・フォア（5回）マンジェ（お食事をおとり）いただきます」と彼女は言い、「サンク・フォア」と繰り返した。「ふむ！」とジョロックス氏はひとりごちた。「こりゃどういう意味だろう？ サンク（5）・フォア（4）……5かける4は20だ……1日に20回も食べるだなんて……無理だ！」「ウィ・ムシィユー（申し上げた通りです）、サンク・フォア」伯爵夫人は指を折って数えながら、さらに繰り返した。「カフェ （コーヒー）を マタン（朝）の9時、デジュネ・ラ・ラ・フルシェット（昼食）をオーンズ（11）時、ディネ（夕食）をサン・クール（5時）、カフェを6時、そしてスペー（夜食）がヌフ（9）時です」。
また、19世紀のアメリカ人作家マーク・トウェインは、旅行記『イノセント・アブロード』の中で、ブルーカーという人物がパリの宿の主人に宛てて書いたという、以下のような手紙を紹介している。
PARIS, le 7 Juillet. Monsieur le Landlord--Sir: Pourquoi don't you mettez some savon in your bed-chambers? Est-ce que vous pensez I will steal it? La nuit passée you charged me pour deux chandelles when I only had one; hier vous avez charged me avec glace when I had none at all; tout les jours you are coming some fresh game or other on me, mais vous ne pouvez pas play this savon dodge on me twice. Savon is a necessary de la vie to any body but a Frenchman, et je l'aurai hors de cet hotel or make trouble. You hear me. Allons. BLUCHER.—Mark Twain、The Innocent Abroad 
日本語訳（参考）：
パリ、ル・セッティエム・ジュイェ（7月7日）。ムシィユー（御）主人殿：プルクォワ（なぜ）部屋にサヴォン（石鹸）をメッテ（置いて）いないのですか？ 私が盗むとでもエス・ク・ヴ・パンセ（お考えですか）？ ラ・ニュイ・パッセ（先日の晩）、私が1本しか使っていないのに、あなたはプール・ドゥー・シャンデル（蝋燭2本分の代金を）払わせました。イエール・ヴ・ザヴェ（昨夜あなたは）、私が1本たりとも使っていないのに、アヴェク・グラス（冷酷にも）代金を払わせました。あなたはトゥー・レ・ジュール（毎日）、私をだまそうとあれこれやっていますが、メ（しかし）、今回のサヴォンのインチキで私をだますことはもうヴ・ヌ・プヴェ・パ（あなたにはできませんよ）。フランス人以外の人間にとってサヴォンはドゥ・ラ・ヴィ（生活に）必要なものです。エ（ですから）、ジュ・ロレ・オール・ドゥ・セ・トテル（私がこのホテルを出て行く）か、さもなくば面倒なことになるかのどちらかです。お分かりですね。アロン（では）。ブルーカー拝。
イギリスのジャーナリストマイルズ・キングトンは、1970年代後半の数年間、『パンチ』誌に「Parlez vous Franglais」（フラングレを話しますか）と題したコラムを連載していた。このコラムは後にシリーズとなり『Let's Parler Franglais』（フラングレを話そう）、『Let's Parler Franglais Again!』（またフラングレを話そう！）、『Parlez-vous Franglais?』、『Let's Parler Franglais One More Temps』（フラングレをもう一度話そう）、『The Franglais Lieutenant's Woman and Other Literary Masterpieces』（フラングレ中尉の女、他名作集）などの本にまとめられている。
同様の例に、フランスの作家・編集者ジャン＝ルー・シフレの『Sky My Husband! Ciel Mon Mari!』がある。これは、妻が浮気相手と会っている時に夫を発見して Ciel Mon Mari!（何ということでしょう、夫だわ！）と慌てるセリフのフランス語を英語に直訳したもので、驚きを表す ciel という単語に「空」や「神様」の意味もあることを利用したものである。
英文学の中に見られるフレングリッシュの中で、最も古いもののひとつはウィリアム・シェイクスピアの『ヘンリー五世』にみられる。フランス王女カトリーヌが英語を学ぼうと努力するが、メイドの発音する「foot」（足）という単語がフランス語の foutre（ファック）に、「gown」（ガウン）が con（女性器；「馬鹿者」の意味もある）にどうしても聞こえてしまう。結果、王女は「英語はなんと猥褻な言葉なのか」と決めつけてしまうのである。

## フランス語での意味
フランス語での「フラングレ」は、ある概念に対応する単語がフランス語に存在しないため、英語を代わりに使うことを指す。こういった英語からの借用語は、好ましからざる輸入、あるいは悪いスラングであるとみなされているが、その中でも悪名高いもののひとつが le week-end （週末）である。「フラングレ」はまた、アングロ・サクソン語に起源を持ち、一般的に使われる単語の後に「ing」を付して作られた名詞を指すこともある。例えば un parking（駐車場）、un shopping（ショッピングセンター）、shampooing（シャンプー、ただし発音は [ʃɑ̃puiŋ] ではなく [ʃɑ̃pwɛ̃]）などがある。注意すべきは、これらが「駐車すること」「買い物すること」「シャンプーすること」といった行為そのものを指すのではないことである。
フランス語に入ってきた単語の中には、英語に起源を持ちながらも、英語では実際に使われていない表現のものもいくつかある（例：un relooking〔大改造〕、un déstockage〔売りつくしセール〕など）。他には、間違った英語の概念に基づくもの（例：footing〔ジョギング〕）、間違った文法（例：un pin's〔コレクション用のピンズ〕は単数系・複数形ともにアポストロフィーが付く）、あるいは間違った語順（例：talkie-walkie〔ウォーキートーキー〕）のものもある。英語を話さない人々にとっては、このほうが現実的だと信じられているのである。ただしケベック州においては、talkie-walkie, footing, relooking といった表現は用いられない。
また、インターネットの世界的な普及によって、「e-mail」（電子メール）または単に「mail」のような比較的新しい英単語がフランス語に流入してきたこともある。ケベック州政府は「e-mail」という単語に対して、フランス語起源の courriel（courrier électronique,「電子的な手紙」の意味）という代替語を使うことを提案し、現在では広く浸透している。アカデミー・フランセーズも、téléphone（電話）を tél. と略すことからきた mél. という略語を提案した。
カナダ・フランス語からのもう一つの例は look という単語である。動詞の「to look」（見る）にあたるフランス語は regarder であるが、名詞の「a look」（見た目、ルックス）はそのまま look となる。つまり、「This Pepsi can has a new look」（このペプシの缶は見た目が新しい）という文は、フランス語では Cette cannette de Pepsi a un nouveau look となる。フランス語はほとんどの現代ロマンス諸語と同じく、固有語に「k」や「w」の文字が使われないため、この表現は明らかに英語からの借用であることがわかる。

## フランスにおける状況
第二次世界大戦終結後、フランスでは英語の使用の増加に対して反感を持つ雰囲気が形成されていった。一部では、「民族語の崩壊」は国のアイデンティティへの攻撃にも等しいと捉えられもしていた。しかしその一方で、この時期、アメリカからの物資の輸入によって英語のフレーズのいくつかがフランス語の中で使われるようになっていった。この流れを食い止めようと、政府はコミック・ストリップに対して検閲を行なったり、フランスの映画産業や吹き替え業界を支援するなどの策をとった。しかしながら、政府のこうした努力にもかかわらず、フラングレは書き言葉・話し言葉の両方において増えてきている。
フランスのマスメディアにおいても英語が使われる場面が目立っている。以下に一例を挙げる。
1. テレビ番組名に英語のタイトルが多く使われる。「Loft Story」「Star Academy」「Popstars」など。
2. 有名人（セレブリティ）のことを「people」と呼ぶ。
3. 有力紙「ル・モンド」は、週1回「ニューヨーク・タイムズ」からの記事を英語のまま掲載し、さらにフランス語の bavardage / clavardage（チャット）、courriel（電子メール）という単語ではなく、英語の「chat」「e-mail」をそのまま使っている。
4. 若者をターゲットにしたラジオ局「NRJ」（「エネルジー」と発音）は、フラングレでの表現を放送で多用している。
5. ジェームズ・ユット (James Huth) 監督の映画『Brice de Nice』（「ニースのブリス」の意味だが、英語風に「ブライス・ドゥ・ナイス」と発音）では、格好つけようとして英語を使う10代の若者や流行を追いかける人々を皮肉る意図でフラングレが使われている。

ただし3.の場合、bavardage は実際に顔を合わせてのおしゃべりを指す単語であり、インターネット上でのチャットという意味は薄い。「chat」はフランス語で「猫」を意味する単語でもあり、書き言葉では紛らわしいこともあって、clavier（キーボード）とbavardage のかばん語である clavardage が使われることもある。
電話会社やインターネットサービスプロバイダ (ISP) の大多数も、サービスの名称や広告などに英語やフラングレの表現を使う例が増えてきている。業界第1位のフランステレコム（現Orange）は、当初「France Télécom」という表記だったコーポレートロゴをアクサン記号のない「france telecom」に置き換えたほか、サービスの名称に「Business Talk」「Live-Zoom」「Family Talk」といったものを使用していた。また「Orange」ブランドでも、携帯電話事業において「mobistores」という名称の小売店をフランチャイズ展開していたほか、かつてはISP事業のブランド名に、アメリカ英語のスラング「wanna do (= want to do)」から命名した「Wanadoo」というものを使用していた。フランスで2位のISPの会社名は「Free」で、同社が提供するセットトップボックス (STB) の名称も「freebox」である。これに続き、他のISPからも「neuf-box」「alice-box」など類似の商品名が登場してきただけでなく、「box」という語自体が STB 一般を指す呼び名として広まりつつある。Orangeが提供する同様のサービス名も「Livebox」である。
フランス国鉄は乗客の満足度向上のための「S'Miles」というプログラムを導入した。またエールフランスは、自社のマイレージサービスの名称を Fréquence Plus から「Flying Blue」に変更した。さらに、パリ交通公団が導入したICカード乗車券システムは「navigo」という名称である。
アカデミー・フランセーズやフランス語高等評議会といった公的機関は、英語からの借用語に対して代替語を提案している。しかし、それらの代替語が一般に浸透している度合いは単語によってまちまちである。例えば、英語の「computer」や「software」という単語がフランスに上陸するよりも前から存在していた ordinateur（コンピュータ）・ logiciel（ソフトウェア）という単語は広く受け入れられているが、「weekend」やその直訳である fin de semaine の代替語 vacancelle は広まることはなかった。ケベック州フランス語局が「e-mail」の代替として提案した courriel は書き言葉として急速に広まっているが、フランスではインターネット利用者の多くが「mail」を使っているのが現状である。これには、一般的に言って英単語のほうが速く発音でき、新たな概念に対応する新語が登場するのも早いこと、一方でフランス語の代替語は英語の新語が定着した後になってから考えられるということが理由としてある。
アカデミー・フランセーズが提示する代替語は、技術的なことに詳しい人々には反応が悪く、詳しくない人々にとっては意味がよく理解できない場合がある。これらの代替語は、しばしば音声学に基づいて人工的に作られ、語源については考慮されていないことがあるため、曖昧な内容になるばかりか、全くナンセンスな意味になるケースもある。例えばCD-RWの代替語である cédéroms réinscriptibles は、直訳すると「書き換え可能なCD-ROM」であるが、ROMは本来「read-only memory」（読み出し専用メモリ）の略であるため、矛盾する表現になってしまっている。また、pourri（腐った）と、それ自体がかばん語の courriel（電子メール）を合成した pourriel（スパムメール）など、語源が複雑なために奇妙に感じられるものもある。他に、フランス語の音声学に基づいて「chat」の頭に t を加えた tchat や、DVDを1文字ずつ発音した音をつなげて表記した dévédé など、格好悪いと考えられているものも多い。

## カナダにおける状況

### ケベック州
フラングレはケベック・フランス語と同一視されることがあるが、後者はモントリオールを中心として州内に広く2つの言語コミュニティが歴史的に併存してきた結果、英語からの借用の歴史が長いという違いがある。同様に、州内では少数派である英語話者によって使われるケベック英語も、dépanneur（コンビニエンスストア）、autoroute（高速道路）、stage（インターンシップ）、metro（地下鉄）、circular（チラシ、フライヤー）などフランス語からの借用語を多く抱える。これらは、フレングリッシュのような「個人による他言語の誤用」というよりも、長期にわたってその地域全体に根付いた用法というべきものである。

### その他の地域
フラングレはニューブランズウィック州、ノバスコシア州、北部メーン州、マニトバ州、北部オンタリオ州の一部、さらにニューファンドランド・ラブラドール州西海岸の一部の町でも話されている、英語・フランス語が長い年月にわたって混ざりあい定着したものをいう場合もある。この混合言語はたいていの場合、英単語をフランス語の発音と文法で使っているので、フランス語圏の人にも理解できることが多い。

### 誤用・未定着の用法
第二言語の話者による誤用という意味でのフラングレはカナダ全域でみられる。これはカナダの学校で導入されているイマージョン・プログラムのためである。英語からフラングレになる例としては、フランス語の単語を知らない生徒がそのまま英語を直訳する場合がある。例えば、ホットドッグはフランス語でも hot dog であるが、それを知らない生徒がしばしば chien chaud（熱い犬）と訳すことが多い。もっとも、ケベック州政府はむしろ chien chaud や、hambourgeois（ハンバーガー）という代替語を使うよう提案しているが、広い支持は得られていない。
フラングレはまた、バイリンガルのカナダ人が間違った発音をしたりスペルミスをしたりすることによって使われるようになる場合もある。イマージョン・プログラムの生徒やバイリンガルの生徒が広めてしまうよくある間違いには、誤った語形変化や音節の強調、スペリングにおける子音の重複やおかしな母音の組み合わせ、もう一方の言語の接頭辞・接尾辞をそのまま使ってしまう、などがある。
カナダ、特にブリティッシュコロンビア州および南東オンタリオ州での若者文化においては、フラングレの持つコミカルで婉曲的な特性を生かして、例えば英語の下品な言葉をフランス語で言い換えるなど、わざとフラングレが使われる場合がある。

## カメルーンにおける状況
カメルーンでは、イギリス領カメルーンとフランス領カメルーンに分かれていた植民地時代の名残りから、英語とフランス語の大きな言語コミュニティがそれぞれ存在する。独立後は言語別に分離された教育が行なわれていたにもかかわらず、都会育ちの若い世代の多くは、英語・フランス語・カメルーンピジン英語が混ざった「カムフラングレ」(Camfranglais) または「フラナングレ」(Frananglais) と呼ばれる言葉を話すようになった。カメルーンの教育関係機関はカムフラングレが使われることを嫌い、学校での使用を禁止した。にもかかわらず、カムフラングレは広く使われており、カメルーンの音楽にも広がっている。

## その他の地域
フレングリッシュは英語・フランス語の不完全な二言語主義が一般的であるコミュニティにおいても起こる。スイス・ジュネーヴの国際連合職員は「the UN Office in Geneva」と言うところ、フランス語の à Genève に影響された「at Geneva」という表現をしばしば使う。
フランス語圏であるブリュッセルやルクセンブルク市に本拠を置く欧州議会、欧州委員会、欧州司法裁判所など欧州連合の機関の職員にも同様の例がみられる。彼らは通常英語で業務を行なっているが、周囲をフランス語の環境に囲まれているため、「There's a soirée on the Grand Place」（グラン＝プラスでソワレ〔パーティ〕がある）、「I'm a stagiaire at the Commission and I'm looking for another stage in a consultancy」（私は委員会のスタジエール〔研修生〕で、領事部でもスタージュ〔研修〕が受けられるかどうか探している）といったように、フランス語に影響を受けた英語になることがある。